# Suprema Corte de Justiça (Peru)
A Suprema Corte de Justiça é o mais alto tribunal judicial do Peru. Sua jurisdição se estende por todo o território da nação. Sua sede fica no Palácio da Justiça, em Lima. A atual presidente da Suprema Corte é Janet Ofelia Lourdes Tello Gilardi.

## Estrutura

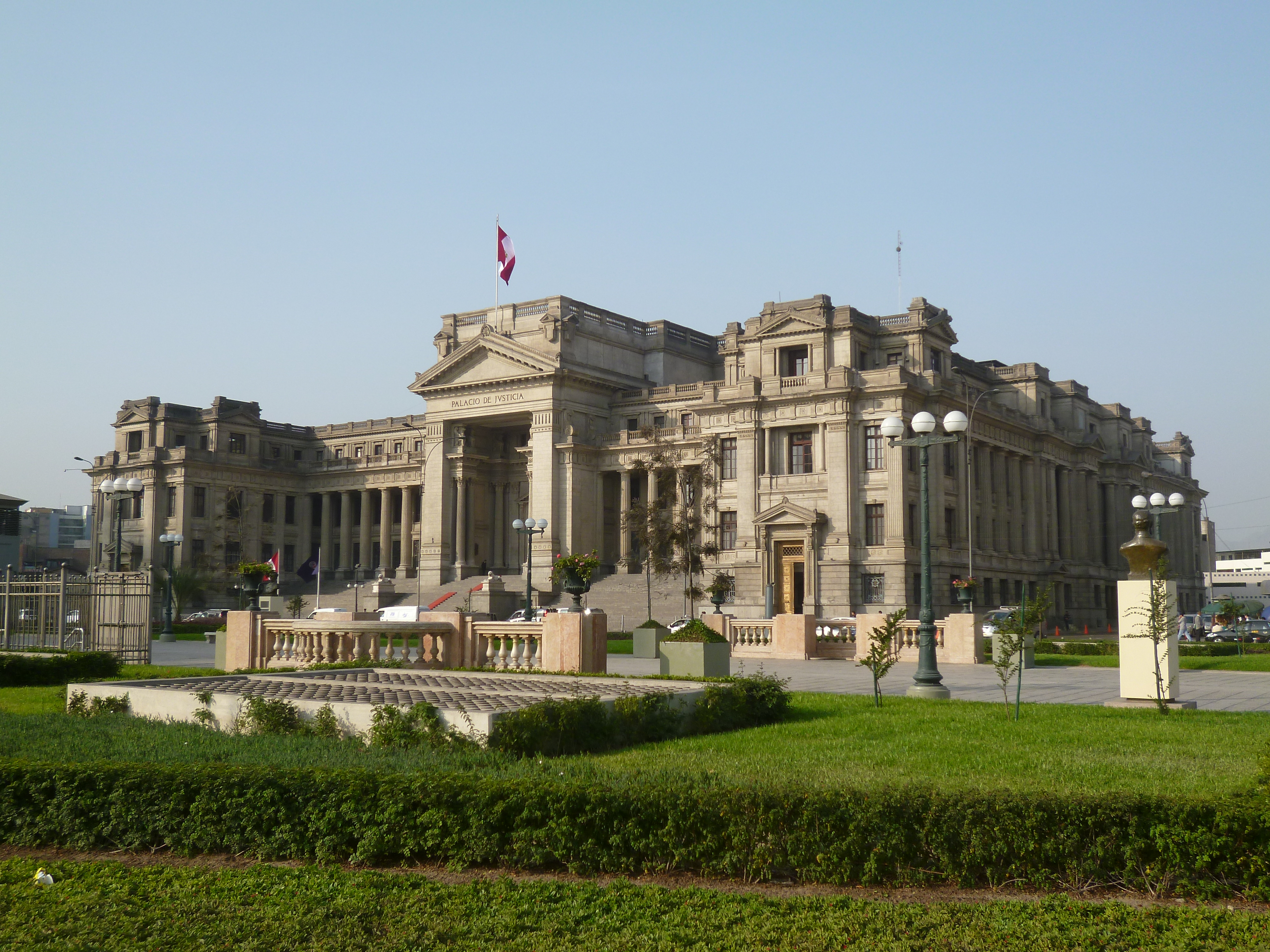
O Palácio de Justiça em Lima, sede da Suprema Corte.

A Suprema Corte é composta por três Setores Supremos:
- Setor Civil: Preside todos os tópicos relacionados aos direitos civis e ao direito comercial.
- Setor Criminal: Preside todos os tópicos relacionados ao direito penal.
- Setor Constitucional e Social: Preside todos os temas relativos aos direitos constitucionais e ao direito do trabalho.

Integrados à Suprema Corte estão os oradores supremos e os oradores supremos provisórios, que substituem os oradores supremos em caso de ausência. Os oradores supremos são distribuídos em cada um dos Setores Supremos que a lei estabelece. O presidente da Suprema Corte e o presidente do Gabinete de Controle da Magistratura não estão integrados a nenhum Setor Supremo. A Suprema Corte consiste em três Setores Supremos permanentes (Civil, Criminal e Constitucional e Social). Cada Setor Supremo tem cinco oradores supremos que elegem um presidente entre si.

## Mecanismos
A Constituição garante o direito à dupla instância, o que é reconhecido pela Suprema Corte. Caso este direito seja vetado, cabem recursos nos processos que interpõem perante os Setores Superiores, ou é interposto perante a Suprema Corte. A doutrina da revogação também é reconhecida por este tribunal.

## Membros

### Presidente
- Janet Ofelia Telo Gilardi (desde 2025)

### Juízes
- César San Martín Castro (desde 2004)
- Victor Roberto Prado Saldarriaga (desde 2007)
- Ana María Aranda Rodríguez (desde 2011)
- Javier Arévalo Vela (desde 2011)
- Jorge Luis Salas Arenas (desde 2011)
- Janet Ofélia Tello Gilardi (desde 2013)
- Héctor Enrique Lama More (desde 2016)
- Carlos Giovanni Arias Lazarte (desde 2017)
- Mariem Vicky de la Rosa Bedriñana (desde 2019)
- Carlos Alberto Calderón Puertas (desde 2022)
- Emilia Bustamante Oyague (desde 2022)
- Ulises Augusto Yaya Zumaeta (desde 2022)
- Manuel Estuardo Luján Tupez (desde 2022)
- Víctor Antonio Castillo León (desde 2022)
- Roberto Rolando Burneo Bermejo (desde 2022)[nota 1]